# Maratón de Nueva York de 2023
La Maratón de Nueva York de 2023 fue una prueba deportiva que se celebró en aquella ciudad estadounidense el 5 de noviembre de 2023. Se trató de la quincuagésima segunda edición de la Maratón de Nueva York, el cual se organizó por primera vez en 1970.

## Hora y fecha[2]
La maratón se llevó a cabo el 5 de noviembre de 2023 a las 8:00 a.m.

## Recorrido[3]
Los corredores recorrieron los cinco distritos de la ciudad de Nueva York en una ruta de 42,1 kilómetros (26,2 millas). El recorrido es conocido por ser ondulado y difícil. La maratón comenzó en el puente Verrazano-Narrows en Staten Island y pasó por Brooklyn, Queens, Manhattan y el Bronx, antes de finalizar en Central Park.

## Participación[4]
Más de 50,000 corredores participaron en esta edición, transformando la ciudad en un estadio, un carnaval y una celebración deportiva. La Maratón de Nueva York es una experiencia emocionante y desafiante que reúne a miles de corredores de todo el mundo para recorrer las calles emblemáticas de la Gran Manzana.

## Resultados
Tan solo se muestran los diez primeros clasificados de cada modalidad y en el caso paralímpico solo los 3 primeros .

### Masculina
| Posición          | Corredor              | Nacionalidad   | Tiempo     |
| ----------------- | --------------------- | -------------- | ---------- |
| Medalla de oro    | Tamirat Tola          | Etiopía        | 2:04:58 CR |
| Medalla de plata  | Albert Korir          | Kenia          | 2:06:57    |
| Medalla de bronce | Shura Kitata          | Etiopía        | 2:07:11    |
| 4                 | Abdi Nageeye          | Países Bajos   | 2:10:21    |
| 5                 | Ken Naert             | Bélgica        | 2:10:25    |
| 6                 | Maru Teferi           | Israel         | 2:10:28    |
| 7                 | Iliass Aouani         | Italia         | 2:10:54    |
| 8                 | Edward Cheserek       | Kenia          | 2:11:07    |
| 9                 | Jemal Yimer Mekkonen  | Etiopía        | 2:11:31    |
| 10                | Futsum Zienasellassie | Estados Unidos | 2:12:19    |

### Femenina
| Posición          | Corredora          | Nacionalidad   | Tiempo  |
| ----------------- | ------------------ | -------------- | ------- |
| Medalla de oro    | Hellen Obiri       | Kenia          | 2:27:23 |
| Medalla de plata  | Letesenbet Gidey   | Etiopía        | 2:27:29 |
| Medalla de bronce | Sharon Lokedi      | Kenia          | 2:27:33 |
| 4                 | Brigid Kosgei      | Kenia          | 2:27:45 |
| 5                 | Mary Ngugi         | Kenia          | 2:27:53 |
| 6                 | Viola Cheptoo      | Kenia          | 2:28:11 |
| 7                 | Edna Kiplagat      | Kenia          | 2:29:40 |
| 8                 | Kellyn Taylor      | Estados Unidos | 2:29:48 |
| 9                 | Molly Huddle       | Estados Unidos | 2:32:02 |
| 10                | Fantu Zewude Jifar | Etiopía        | 2:24:11 |

### Masculina en silla de ruedas

| Posición          | Corredor         | Nacionalidad   | Tiempo  |
| ----------------- | ---------------- | -------------- | ------- |
| Medalla de oro    | Marcel Hug       | Suiza          | 1:25:29 |
| Medalla de plata  | Daniel Romanchuk | Estados Unidos | 1:30:07 |
| Medalla de bronce | Jetze Plat       | Países Bajos   | 1:34:22 |

### Femenina en silla de ruedas
| Posición          | Corredora           | Nacionalidad   | Tiempo  |
| ----------------- | ------------------- | -------------- | ------- |
| Medalla de oro    | Catherine Debrunner | Suiza          | 1:39:32 |
| Medalla de plata  | Manuela Schaer      | Suiza          | 1:48:14 |
| Medalla de bronce | Susannah Scaroni    | Estados Unidos | 1:48:14 |